# Alfred Döblin
Alfred Döblin (n. 10 august 1878, Stettin, Regatul Prusiei – d. 26 iunie 1957, Emmendingen, Zona de ocupație franceză din Germania⁠(d), Germania) a fost un scriitor german, considerat a fi unul din principalii reprezentanți ai expresionismului în literatură. Lucrarea ce i-a adus notorietate mondială este romanul Berlin Alexanderplatz (1929).
Romanul Berlin Alexanderplatz (povestea lui Franz Biberkopf) a fost publicat și în România (ediția 1, Editura Romanul secolului XX, 1987; ediția a 2-a, Editura Paralela 45, Pitești, 2005), traducere și note de Ion Roman.